# La Trinidad (Venezuela)
La Trinidad is een gemeente in de Venezolaanse staat Yaracuy. De gemeente telt 19.300 inwoners. De hoofdplaats is Boraure.